# Documenta Mathematica
Documenta Mathematica is een internationaal, aan collegiale toetsing onderworpen wetenschappelijk tijdschrift op het gebied van de wiskunde. Het is het officiële tijdschrift van de Deutschen Mathematiker-Vereinigung. De naam wordt in literatuurverwijzingen meestal afgekort tot Doc. Math. of Documenta Math., voorheen ook Doc. Math. J. DMV.
Het tijdschrift wordt uitgegeven door de European Mathematical Information Service.